# 에코스타

에코스타 코퍼레이션(EchoStar Corporation)은 휴즈 네트워크 시스템(Hughes Network Systems) 및 에코스타 위성 서비스(Satellite Services) 사업 부문을 통해 위성 통신 및 인터넷 서비스를 전 세계적으로 제공하는 미국 회사이다. 에코스타는 콜로라도주 비법인 아라파호 카운티에 본사를 두고 있다.
2008년 이전에는 DISH 네트워크 서비스 브랜드를 운영하였으며, 2008년 1월 1일 DISH로 분사하였다.

## 역사
에코스타는 원래 1980년 찰스 에르겐(Charles Ergen) 회장이 C 밴드 TV 시스템 배급업체로서 설립했다. 1987년 연방 통신 위원회에 직접 방송 위성(DBS) 라이선스를 신청했고 1992년에 서경 119° 궤도 슬롯에 대한 접근이 허가되었다.
1995년 12월 28일에 회사는 첫 번째 위성인 에코스타 I을 성공적으로 발사했다. 1996년 3월 4일에는 가정용 위성 TV 시스템을 판매하기 위해 디시 네트워크 브랜드 이름을 설립했다.
2008년 1월 2일, 디시 네트워크 사업은 사업의 기술 및 인프라 측면에서 분리되었다. 주식 분할로 인해 두 개의 회사가 탄생했다. 이전 에코스타 커뮤니케이션스 코퍼레이션은 디시 네트워크 사업을 중심으로 구성된 디시 네트워크 코퍼레이션으로 이름을 변경하고 위성, 슬링 미디어(Sling Media) 및 셋톱박스 개발 부문을 포함한 기술 측면의 소유권을 유지하는 에코스타 코퍼레이션으로 이름을 변경했다. 디시 네트워크는 특정 위성, 업링크 및 위성 전송 자산, 부동산을 포함하여 디지털 셋톱박스 사업, 특정 인프라, 기타 자산 및 관련 부채("분할")를 에코스타에 배포하는 것을 완료했다. 분사 이후 에코스타와 디시 네트워크는 별도의 상장 회사로 운영되었다. 또한 디시 네트워크 및 에코스타 주식의 의결권의 상당 부분은 회장인 찰스 W. 에르겐과 가족의 이익을 위해 에르겐이 설립한 특정 신탁이 수익적으로 소유하고 있다.
2011년 2월 14일, 에코스타는 미화 13억 달러 규모의 거래로 휴즈 커뮤니케이션스를 인수할 것이라고 발표했다.
2017년 1월 31일, 에코스타는 디지털 셋톱 박스를 설계, 개발 및 배포하고 위성 업링크 및 방송 서비스를 제공하며 스트리밍 비디오 기술을 개발 및 지원하는 에코스타 테크놀로지스 사업을 디시와 다시 이전하기로 합의했다고 발표했다. 이번 거래는 2017년 1월 31일에 완료되어 DISH를 2008년 이전의 셋톱박스 하드웨어 제조업체로 되돌렸다.
2017년 3월, 날씨 문제로 인해 두 차례 지연된 후 스페이스X는 에코스타 XXIII를 궤도에 진입시켰다. 위성은 팰컨 9 로켓에서 발사되었으며 브라질에 방송 서비스를 제공한다. 에코스타 XXIII는 무거운 위성이기 때문에 이 임무에는 너무 많은 연료가 필요하기 때문에 이륙 후 로켓 착륙이 포함되지 않았다. 한때 아폴로 달 여행과 우주 왕복선 비행의 기지 역할을 했던 패드에서 순수 상업용 위성이 발사된 것은 이번이 처음이다.
2019년 5월 20일, 에코스타는 DISH 네트워크 코퍼레이션과 BSS(Broadcast Satellite Services) 사업으로 불리는 방송 위성 서비스를 관리 및 제공하는 사업 부분을 DISH로 이전하기로 합의했다고 발표했다. 거래는 2019년 9월 10일에 완료되었다.
2023년 8월 8일, 더 헐리우드 리포터(The Hollywood Reporter)는 에르겐이 DISH와 에코스타 간의 합병을 제안했다고 보도했다. 그날 늦게 두 회사는 인수를 공식적으로 발표했다. 2024년 1월 2일에는 2023년 12월 31일에 거래가 완료됐다고 발표했다.